# Andy Sullivan
Andy Sullivan, né le 19 mai 1987 à Nuneaton, est un golfeur professionnel anglais qui joue sur le tour européen. Passé professionnel en 2011 il obtient sa carte pour le tour en 2012. Il obtient son premier succès sur le tour en 2015 et il en obtient deux de plus au cours de la même saison. Il fait partie de l’équipe européenne de la Ryder Cup 2016.

## Palmarès

### Victoires sur le Tour européen PGA (3)
| no | Date            | Tournoi                         | Score                 | Avance   | Second                                                                |
| -- | --------------- | ------------------------------- | --------------------- | -------- | --------------------------------------------------------------------- |
| 1. | 11 janvier 2015 | South African Open Championship | −11 (66-70-74-67=277) | Play-off | Charl Schwartzel                                                      |
| 2. | 1er mars 2015   | Joburg Open                     | −17 (71-65-68-66=270) | 2 coups  | Wallie Coetsee, David Howell, Kevin Phelan Jaco van Zyl, Anthony Wall |
| 3. | 18 octobre 2015 | Portugal Masters                | −23 (64-64-67-66=261) | 9 coups  | Chris Wood                                                            |
| 4. | 9 août 2020     | English Championship            | -27 (66-62-64-65=257) | 7 coups  | Adrian Otaegui                                                        |

### Résultats en tournois majeurs
| Tournoi          | 2015 | 2016 | 2017 |
| ---------------- | ---- | ---- | ---- |
| Masters de golf  | DNP  | CUT  | T48  |
| US Open de golf  | CUT  | T23  | DNP  |
| Open britannique | T30  | T12  | T70  |
| USPGA            | CUT  | T49  | CUT  |

DNP = N'a pas participé

CUT = A raté le Cut

"T" = Égalité

Le fond vert montre les victoires et le fond jaune un top 10.